# Las Lajas del Bosque
Las Lajas del Bosque är en ort i Mexiko.   Den ligger i kommunen Tuzantla och delstaten Michoacán de Ocampo, i den södra delen av landet, 140 km väster om huvudstaden Mexico City. Las Lajas del Bosque ligger 1 175 meter över havet och antalet invånare är 112.
Terrängen runt Las Lajas del Bosque är huvudsakligen kuperad, men österut är den bergig. Runt Las Lajas del Bosque är det ganska glesbefolkat, med 24 invånare per kvadratkilometer. Närmaste större samhälle är Tuzantla, 10,8 km väster om Las Lajas del Bosque. I omgivningarna runt Las Lajas del Bosque växer huvudsakligen savannskog.